# Aedes lambrechti
Aedes lambrechti är en tvåvingeart som beskrevs av Someren 1971. Aedes lambrechti ingår i släktet Aedes och familjen stickmyggor.
Artens utbredningsområde är Seychellerna. Inga underarter finns listade i Catalogue of Life.